# Nacionalisme japonès
El nacionalisme japonès, de vegades anomenat imperialisme japonès (quan es relaciona amb el passat recent del Japó, fins a la Segona Guerra Mundial) és una sèrie d'idees de tipus patriòtic i nacionalista que han existit i existeixen en Japó. Des del punt de vista polític i en els anys que conduïren a la Segona Guerra Mundial, els fonaments polítics i ideològics en els quals es basaven les actuacions de l'Exèrcit i la Marina Imperial japonesa es podrien denominar ideologia nacionalista japonesa. Aquesta ideologia, massa complexa per a una explicació reduïda implicava doctrines ultranacionalistes similars al feixisme. Es tractava d'una combinació única i singular d'elements filosòfics, nacionalistes, culturals i religiosos.